# Claude le Chatellier
Claude le Chatellier (nascido em 17 de dezembro de 1946) é um ex-ciclista francês de ciclismo de estrada.
Competiu pela França nos Jogos Olímpicos de Verão de 1968, realizados na Cidade do México, terminando em décimo quinto na corrida de 100 km contrarrelógio por equipes.